# Гор Вербински
Гор Вербински (на английски: Gore Verbinski) е американски режисьор, сценарист, филмов продуцент и музикант.
Роден е на 16 март 1964 година в Оук Ридж, Тенеси, в семейството на ядрен физик от полски произход. В младежките си години свири в няколко пънк рок групи в Лос Анджелис, а от 80-те години започва да снима музикални видеоклипове и телевизионни реклами. В края на 90-те години започва да работи и в киното и получава широка известност с популярни филми, като „Карибски пирати: Проклятието на Черната перла“ („Pirates of the Caribbean: The Curse of the Black Pearl“, 2003), „Ранго“ („Rango“, 2011, „Оскар“ за най-добър пълнометражен анимационен филм), „Самотният рейнджър“ („The Lone Ranger“, 2013), „Лек за живот“ („A Cure for Wellness“, 2016).

## Избрана филмография
- „Карибски пирати: Проклятието на Черната перла“ („Pirates of the Caribbean: The Curse of the Black Pearl“, 2003)
- „Карибски пирати: Сандъкът на мъртвеца“ („Pirates of the Caribbean: Dead Man's Chest“, 2006)
- „Карибски пирати: На края на света“ („Pirates of the Caribbean: At World's End“, 2007)
- „Ранго“ („Rango“, 2011)
- „Самотният рейнджър“ („The Lone Ranger“, 2013)
- „Лек за живот“ („A Cure for Wellness“, 2016)